# オーガスタ・オブ・サクス＝ゴータ
オーガスタ・オブ・サクス＝ゴータ（英語: Augusta of Saxe-Gotha, 1719年11月30日 - 1772年2月8日）は、イギリス王ジョージ2世の長男フレデリック・ルイス王太子（プリンス・オブ・ウェールズ）の妃（プリンセス・オブ・ウェールズ）、ジョージ3世の母。
ドイツ名はアウグスタ・フォン・ザクセン＝ゴータ＝アルテンブルク（Augusta von Sachsen-Gotha-Altenburg）。父はザクセン＝ゴータ＝アルテンブルク公フリードリヒ2世、母はアンハルト＝ツェルプスト侯カール・ヴィルヘルムの娘マグダレーナ・アウグスタ。

## 生涯
1736年4月17日、オーガスタは16歳で英語もわからぬまま、セント・ジェームズ宮殿で結婚した。12歳年上のフレデリック・ルイスとの結婚生活は幸せなものだった。夫妻はハンプトン・コート宮殿に住んだ（夫が自分の両親と不仲であったためである）。しかし、長女オーガスタ・シャーロット出産の際、陣痛が始まってからオーガスタはセント・ジェームズ宮殿へ移されて出産した。夫の影響もあり、ジョージ2世やキャロライン王妃とは不仲だった。
1751年に夫が亡くなると、王位継承者の母であるオーガスタの発言権が強まり、政治に関わろうとする姿勢が露わになった。彼女はジョージ王子の専属教官であったビュート伯（のちの首相）と意見を同じにするようになり、2人は恋仲なのではないかという噂まで出た。さらに、ジョージ王子もいないのにビュート伯がオーガスタ妃と会っていたと中傷された。1760年のジョージ3世即位後も、オーガスタの増長は国民の非難の的だった。
1772年、52歳で喉頭癌により死去したが、葬儀に野次馬が大勢集まり、棺が墓地に運ばれる際にもオーガスタを侮辱する声が叫ばれたという。

## 子女
夫フレデリック・ルイスとの間に5男4女をもうけた。
- オーガスタ・シャーロット（1737年 - 1813年） - ブラウンシュヴァイク＝ヴォルフェンビュッテル公カール・ヴィルヘルム・フェルディナントと結婚。ジョージ4世妃キャロラインの母。
- ジョージ3世（1738年 - 1820年）
- エドワード（1739年 - 1767年） - ヨーク公
- エリザベス・キャロライン（1740年 - 1759年）
- ウィリアム（1743年 - 1805年） - グロスター公
- ヘンリー（1745年 - 1790年） - カンバーランド公
- ルイーザ・アン（1749年 - 1768年）
- フレデリック・ウィリアム（1750年 - 1765年）
- キャロライン・マティルダ（1751年 - 1775年） - デンマーク王クリスチャン7世と結婚。